# Nils Stiernflycht
Nils Stiernflycht, född den 2 juni 1738 (g.s.) på Tjälvesta, död den 28 september 1778 (n.s.) på Gäddeby herrgård, var en svensk militär.

## Biografi
Stiernflycht var son till kaptenen vid Närke-Värmlands regemente Nils Stiernflycht (1687–1744) och dennes hustru Johanna Catharina De Geer (1706–1775). Han blev volontär vid Livregementet till häst 1752 samt utnämndes till korpral den 7 mars 1755. Från 1757 deltog han i det Pommerska kriget under vilket han den 14 augusti 1759 blev befordrad till sekundkornett. 1762 slutade kriget och han återvände hem där han den 5 juli 1765 blev premiärkornett för att den 15 oktober 1770 befordras till löjtnant.
Stiernflycht begärde avsked den 30 juli 1771, vilket han fick med ryttmästares grad. Han dog 1778 på Gäddeby herrgård.  

### Familj
Stiernflycht var gift med  Catharina Magdalena Lilliestråle men hade inga barn.